# Савёлов, Леонид Михайлович
Леони́д Миха́йлович Савёлов (псевдонимы — К. П. Д., Л. М. Инский и др.) (30 апреля (12 мая) 1868, Варшава — 19 октября 1947) — русский государственный и общественный деятель, последний холмский губернатор, генеалог, археограф, прозаик, мемуарист, коллекционер.

## Биография
Леонид Михайлович Савёлов родился 30 апреля (12 мая) 1868 года в Варшаве в семье потомственных военных и деятелей по дворянским выборам Савёловых. Его отец и дядя, Михаил и Леонид Васильевичи Савёловы, были внесены в VI часть дворянской родословной книги Московской губернии. Оба брата женились на девицах Аммосовых: Михаил женился на Анастасии, а Леонид на — Софье. Мать умерла вскоре после рождения сына и первые несколько лет сын провёл с отцом. Вскоре он оказался в имении дяди на хуторе Лебедяном в Коротоякском уезде, где его воспитывали бездетные дядя и тётя.
Обучался в кадетском корпусе в Полтаве, потом отец перевёл его в Орёл, где окончил в 1886 году Орловский кадетский корпус, служил в Харьковской контрольной палате. Плохое зрение не позволило стать военным и он активно включился в общественную и научную деятельность. Прослужив два года в Харьковской контрольной палате он вышел в отставку и поселился в Москве (1885).
Приняв предложение коротоякского дворянства, он сменил на посту своего дядю и стал (1892 по 1903 год) — предводителем дворянства и почётным мировым судьёй Коротоякского уезда Воронежской губернии, председателем уездной земской управы. С 1903 года — почётный гражданин города Коротояка.. Одновременно с этим активно занимался изучением истории края и исследованием местных дворянских родов. По утверждению профессора О. Н. Наумова, крупнейшего исследователя биографии Л. М. Савёлова, «именно в воронежский период жизни он приобрёл всероссийскую известность».
В 1903 году Савёлов вступил в полемику с Д. Я. Самоквасовым, который обвинял Губернские учёные архивные комиссии в причастности к уничтожению архивных документов в регионах. Савёлов раскритиковал доводы Самоквасова и указал на то, что истинная причина гибели документов в провинциальных архивах — пренебрежительное отношение властей, низкая квалификация архивных работников и т. д.
В 1904 году причислен к Министерству внутренних дел и переехал в Москву, где стал одним из основателей и учредителей Историко-родословного общества в Москве. Являлся председателем Общества, с 1906 года председателем Археологической комиссии Особого комитета по устройству музея войны 1812 года.
С 1908 года заведовал Московским архивом Министерства Императорского Двора, читал курс лекций в Археологическом институте. В 1910 году передал все собранные материалы частной коллекции (около 6000 документов) в Исторический музей. В 1914 году избран действительным членом Государственного исторического музея.
Действительный статский советник, камергер.
В годы Первой мировой войны — начальник санитарной и эвакуационной части Красного Креста.
В 1916—1917 годах являлся последним холмским губернатором, проживал в Казани, куда из Холмской губернии были эвакуированы правительственные учреждения.
Являясь убеждённым монархистом, не принял Февральскую революцию, о чём впоследствии писал в своих воспоминаниях:
... я не принимал ни прямо, ни косвенно участия в создании революции, а, будучи по своим политическим взглядам всегда правым, был и есть ее враг, т. б. в то время, когда Родина напрягала все свои силы, материальные и духовные, для борьбы с сильным врагом, почему я и считаю, что главными преступниками и главными виновниками гибели нашей родины являются такие лица, как Милюков, Родзянко, кн. Львов и вожди нашей армии в лице в. к. Николая Николаевича, Алексеева, Рузского, Брусилова и др.
С заметным опозданием он вынужден был направить из Казани в Петроград телеграмму на имя князя Г. Е. Львова, в которой говорилось, что: «Все чины и служащие подведомственных мне губернских и уездных административных учреждений, эвакуированные в Казань, просят доложить Вашему Сиятельству, что в момент образования нового правительства признали и подчинились таковому, трудились и продолжают трудиться на благо дорогой родины в соответствии с указаниями нового правительства». В то же время, Л. М. Савёлов умышленно не упомянул в этой телеграмме о себе, так как считал «возникновение временного правительства актом чисто революционным, не вытекавшим из акта отречения Государя».
С 1920 года — в эмиграции в Греции. Преподавал в Афинах в русской женской гимназии, был представителем парижского Земгора. В 1923 году переехал в Югославию, а в 1926 году вернулся в Афины. В Афинах основал научно-литературный кружок, стал председателем греко-русского Пушкинского комитета. В 1933 году издал фундаментальный труд «Древнее русское дворянство». В 1937 году переехал в США, где был инициатором создания Русского историко-родословного общества.
В 1934 году Савёлов основал генеалогический журнал «Новик», первые выпуски которого он печатал самостоятельно на пишущей машинке в 12 экземплярах. Уступив из-за ухудшавшегося здоровья в 1945 году место главного редактора генеалогу Николаю Дмитриевичу Плешко, Савёлов вплоть до своей смерти осуществлял неформальный контроль за изданием «Новика».
Скончался в США 19 октября 1947 года.

## Савёловские чтения
После 1917 года в Государственный исторический музей поступила библиотека Леонида Михайловича, включающая 4000 книг по генеалогии и его личный архив (371 папка).
С 1993 года в конце года (ноябрь-декабрь) в Государственном историческом музее проводятся Савёловские научные чтения в память Леонида Михайловича. На чтения съезжаются профессиональные историки, архивисты, краеведы, генеалоги-любители из Москвы, Санкт-Петербурга, Татарстана, городов Центральной России, Сибири и Северного Кавказа: Великого Новгорода, Калининграда, Калуги, Курска, Нальчика, Тюмени, Ярославля. А также представители Украины, Белоруссии, Эстонии, армянского и азербайджанского историко-родословных обществ.
В 2000—х годах Савёловские чтения проводились в Тургеневской библиотеке на Чистых прудах в Москве, затем в Государственном историческом музее.

## Медаль Савёлова
В 2016 году Российская генеалогическая федерация (объединение всех генеалогических организаций России, в том числе Историко-родословного общества в Москве и Русского генеалогического общества) объявила об учреждении «Медали Леонида Михайловича Савёлова» в качестве высшей генеалогической награды. Согласно положению о медали, ею награждаются граждане Российской Федерации и иностранные граждане «за выдающиеся работы и достижения, результаты которых существенно обогатили отечественную и мировую науку в области специальной исторической дисциплины — генеалогии». В год присуждается не более двух медалей.

## Сочинения
- Материалы для библиографического указателя по истории и генеалогии российского дворянства. М. 1892.
- Родословная дворян Савёловых. (Потомство Андроса). М. 1892. стр. 15.
- Опыт библиографического указателя по истории и генеалогии российского дворянства. (Корректурное издание). М., 1893.
- Материалы для истории рода дворян Савёловых. Потомство новгородских бояр Савёлковых. Т. 1. Вып. 1. М. 1894.
- Избранная библиотека русского генеалога. (библиографический опыт). Вып. 1. М. 1895.
- Воронежское дворянство. Случайные заметки любителя-генеалога. Вып. 1-2. М., 1895—1896.
- Донские дворяне Егоровы. Родословие. М. 1895. стр. 9.
- Коротоякское дворянство. Случайные заметки любителя-генеалога. М. 1895. стр.10.
- О роде дворян Поливановых. Русский архив. М. 1895.
- Материалы для генеалогии донских дворянских родов. Машлыкины. (Корректурное издание). М., 1896.
- Библиографический указатель по истории, геральдике и родословию российского дворянства. Острогожск, 1897.
- Коротоякский уезд в историко-географическом отношении. М. 1897.
- Статьи по генеалогии и истории дворянства. (Отд. отт. Из II тома «Дворянского адрес-календаря»). СПб., 1898.
- Библиографический указатель по истории, геральдике и родословию Российского дворянства. Острогожск. 1898.
- Сборник сведений о роде Максимович. Рецензия. Русский архив. 1898.
- Дворяне Егоровы. Родословие. М., 1899.
- Несколько родословий. (Отд. отт. Из «Дворянского адрес-календаря» за 1899 г.). СПб., 1899.
- Донские дворяне Иловайские. (Корректурное издание). М., 1899.
- Донские дворяне Кутейниковы. (Корректурное издание). М., 1899.
- Древние Рязанские дворянские роды, коих гербы помещены в первых 10 томах Общего гербовника. Труды Рязанской Учёной Архивной комиссии. 1899.
- Род Ефремовых. М., 1900.
- Донские дворянские роды. М., 1902.
- Генеалогические редкости. Список редких замечательных изданий по русской генеалогии. М., 1904.
- Документы рода Савёловых по Тамбовской губернии (XVIII в.) Тамбов, 1904.
- Библиографический указатель по истории, геральдике и родословию Российского дворянства. 1-е доп. с приложением списка печатных трудов и изданий Л. М. Савёлова. М. 1904.
- Библиографический указатель по истории, геральдике и родословию Тульского дворянства. М. 1904.
- Князья Пожарские. Родословие. М., 1906.
- Родословные записи. (Опыт родословного словаря русского древнего дворянства) / Историко-родословное о-во в Москве. Вып. 1-3. СПб., 1906—1909.
- Лекции по русской генеалогии, читанные в Московском Археологическом институте преподавателем института Л. М. Савёловым. Т. 1-2. М., 1908—1909.
- Князья Щербатовы по Белоозеру в XVII веке. ИРГО. Вып. 4. Отд. 1. СПб. 1911.
- Московское дворянство в 1812 году. М.: Изд-е Московского дворянства, 1912.
- Донское дворянство. Ч. 2. М., 1914.
- Бояре Романовы и их родственные связи. М., 1914.
- Савелковы и Савёловы. XV—XX вв. Родословие. М., 1914.
- Родство потомков Владимира Святого с домом Пястов. М., 1916.
- Род дворян Титовых. Рязань, 1893.
- Князья Ковровы. Сборник статей в честь М. К. Любавского. Пг. 1917.

### Труды изданные в эмиграции
1934 год:
- Московское дворянство в 1912—1913. Из воспоминаний Л. М. Савёлова-Савёлкова (вып. 1 и 2).
- Кругликовы. Родословие. (вып. 1).
- Отзыв о труде С. М. Плаутина о Гедемине (вып. 1).
- Бибиковы. Родословие. (вып. 2).
- Г. Ф. Миллер и его «портфели» (вып. 2).
- О В. И. Чернопятове (вып. 3).
- Карамышевы. Родословная заметка. (вып. 4).
- Дело 1724 по обвинению В. К. Павловым — П. Т. Савёлова в неправильном именовании себя полковником. Исторический материал (вып. 4).

1935 год:
- Легенда о происхождении Толстых (вып. 1).
- По градам и весям. Из воспоминаний Л. М. Савёлова-Савёлкова (вып. 2 — 4).
- К родословию Денисовых (Донских). (вып. 2).
- Николай Иллиодорович Шидловский (вып. 3).
- Синодик бывшего Борщёвского монастыря Воронежской губернии. Исторический материал. (вып. 3).
- Виктор Ильич Чернопятов. Некролог. (вып. 4).

1936 год:
- По градам и весям. Из воспоминаний Л. М. Савёлова-Савёлкова (вып. 1).
- К родословию князей Вяземских (вып. 2).
- Мои встречи и знакомства. (вып. 3-4).
- Николай Петрович Лихачёв. Некролог. (вып. 3).
- К вопросу о выездах. (вып. 3).
- Андрей Савелли (вып. 4).

1937 год:
- Мои встречи и знакомства (вып. 1-4).
- К истории села Вязищи Каширского уезда (вып. 2).

1938 год:
- Русские святители и их значение в истории (вып. 2-4).
- Международное генеалогическое общество. (вып. 2).
- Князь Михаил Сергеевич Путятин. Некролог. (вып. 3).

1939 год:
- Генеалогия (вып. 1-4).
- Аслан-Мурза-Челебей 1889—1939 (вып. 4).
- Хвостовы. Родословие (вып. 1)

1940 год:
- Задачи русской генеалогии (вып. 1).
- Из истории внешних сношений Киевской Руси (вып. 1).
- Генеалогическая экскурсия в область истории древнего Новгорода (вып. 3).
- Всероссийский Патриарх Иоаким Савёлов (вып. 3).
- Генеалогия и география (вып. 4).
- Графиня Прасковья Сергеевна Уварова (вып. 4).
- Князья Белосельские-Белозерские. Родословие (вып. 4).
- Отзыв о статьях Л. М. Сухотина (вып. 4).

1941 год:
- Иван Данилович Калита (вып. 2).
- Подложные разряды (вып. 2).
- Генетика и евгеника (вып. 2).
- Живая старина. (вып. 3-4).

1945 год:
- К десятилетию «Новика».
- Из истории Юго-Западного края XII—XIV веков[9].